# بني منصور (الشرقية)
قرية بني منصور هي إحدى القرى التابعة لمركز أولاد صقر في محافظة الشرقية في جمهورية مصر العربية.

## السكان
حسب إحصاءات سنة 2006، بلغ إجمالي السكان في بني منصور 6720 نسمة، منهم 3409 رجل و3311 امرأة.